# Парень из старой Ирландии
«Парень из старой Ирландии» (англ. A Lad from Old Ireland) — американский короткометражный драматический фильм Сидни Олкотта.

## Сюжет
Фильм рассказывает об ирландце, который отправляется в Соединённые Штаты, чтоб заработать денег, и становится в результате очень богатым, при этом забыв о своей любимой девушке в Ирландии. И вдруг он вспоминает о ней и возвращается домой.

## В ролях
| Актёр              | Роль           |
| ------------------ | -------------- |
| Сидни Олкотт       | Терри О'Коннор |
| Джин Гонтье        | Эйлин          |
| Томас О’Коннор     | Мёрфи          |
| Артур Дональдсон   |                |
| Дж.П. Макгоун      |                |
| Роберт Дж. Виньола |                |
| Джейн Вульф        | Элси Майрон    |
| Аньес Мейп         | мать Эйлин     |
| Лаурен Сэнтли      |                |
| Фрэнк Леннинг      |                |